# Johnny Hazzard
Johnny Hazzard (ur. 21 września 1977 w Cleveland) – amerykański aktor gejowskich filmów pornograficznych, model przemysłu pornograficznego, laureat nagród GayVN Award. W latach 2007–2008 występował w serialu LGBT stacji here! The Lair. Zadebiutował w 2003, miał własną linię ubrań i pisał recenzje muzyczne dla magazynu „Frontiers”.

## Życiorys

### Wczesne lata
Urodził się i dorastał w Cleveland w Ohio w rodzinie robotniczej pochodzenia włoskiego. Uczęszczał do Orange High School w Moreland Hills w Ohio. Studiował na Kent State University w Kent (Ohio). Zamieszkiwał potem w Londynie, Los Angeles, Palm Springs, Provincetown, Miami, Fort Lauderdale i Bostonie.

### Kariera w branży porno

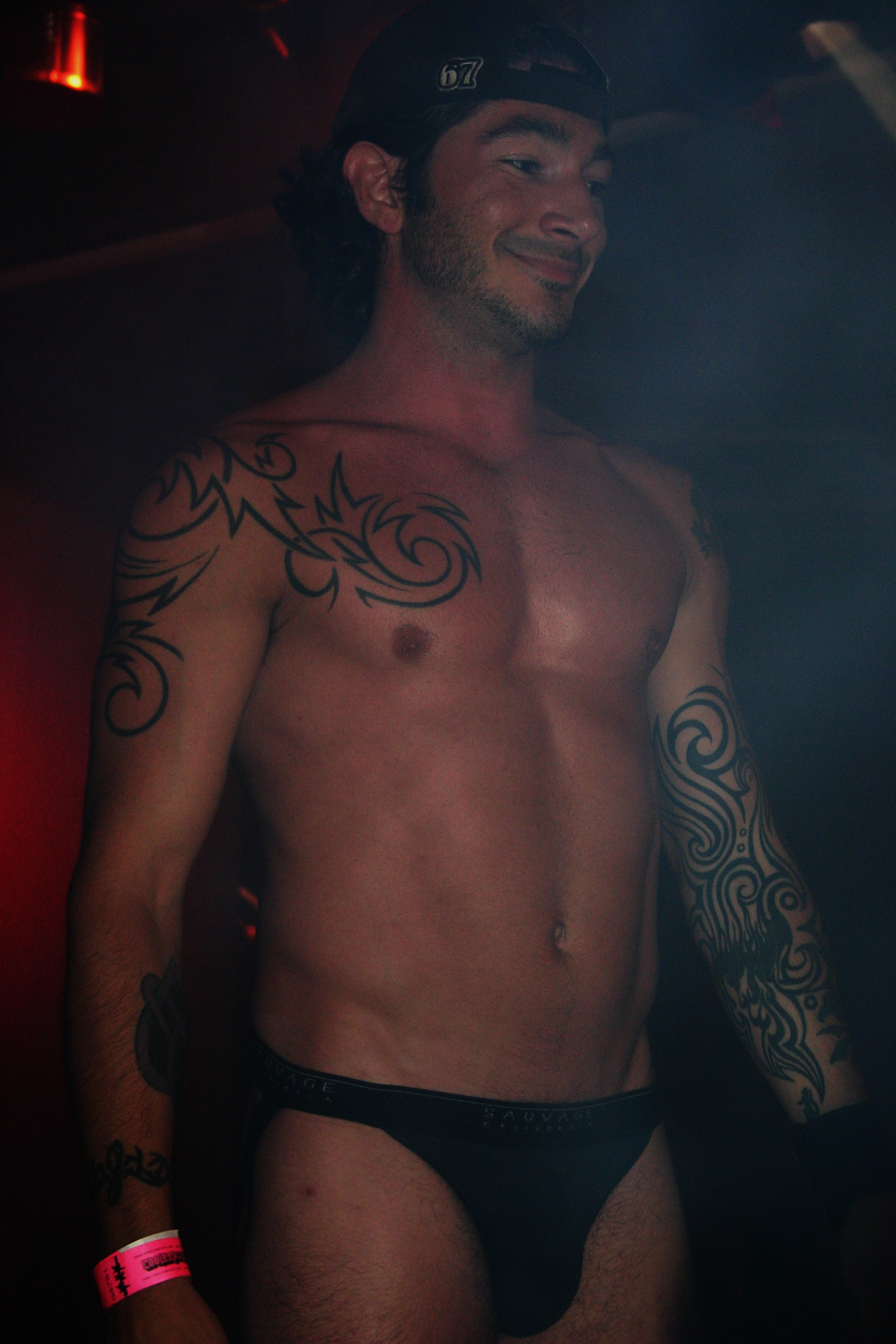
Johnny Hazzard

Zadebiutował w gejowskim filmie porno Channel 1 Releasing Detention (2003) w reżyserii Chi Chi LaRue. Następnie pracował dla Rascal Video, występując w produkcjach takich jak When Bears Attack (2006) czy London Spunked (2013). Był kilkakrotnie na okładce gejowskich magazynów „Unzipped” (we wrześniu 2003, w lutym 2004, w lutym 2006, w listopadzie 2006, w czerwcu 2008, w październiku 2008, w maju 2009, w czerwcu 2009), „All Man” (w marcu 2004) czy „Blue” (we wrześniu 2005). 
W 2006 zdobył nagrodę GayVN Award dla najlepszego aktora, najlepszej sceny seksu duetu i najlepszego występu solo w filmie Wrong Side of the Tracks Part One (2005), a także odebrał GayVN za najlepszą scenę w duecie z Tylerem Riggzem.
Wziął udział w kontrowersyjnym filmie Channel 1 Shifting Gears: A Bisexual Transmission (2008), uhonorowanym GayVN Award w kategorii „Najlepszy film biseksualny”, gdzie wystąpili: Blake Riley, Cameron Marshall, Wolf Hudson, Shy Love, Lola, Lee Stephens, Krystal Kali, Britney Amber, Cody Springs i Ryan Alexander. Wystąpił potem w produkcjach Men.com takich jak Predator (2014), Splendor (2015), Ass Bandit 2 (2015), Mysteries of Bennett 2 (2015) i Confessions 1 (2016).
Firma Rascal Jocks wypuściła na rynek atrapę prącia Johnny’ego Hazzarda jako odlew zewnętrznych jego narządów płciowych (długość 19 cm, grubość 4,5 cm) i sporządziła ich silikonowe kopie.

### Obecność w kulturze masowej
W 2004 w nocnym klubie w Nowym Jorku poznał Boya George’a, który zaangażował go w swoim projekcie fotograficznym, a także do reżyserowanych przez niego dwóch teledysków The Supreme Fabulettes - „You Ruined My Christmas” (2012) i „A Drag Queen Is a Cowboys Best Friend” (2013).
Hazzard trafił na wybieg i wziął udział w pokazie mody linii ubrań „B-Rude”. Jako model pojawił się też w różnych reklamach prasowych. Był recenzentem muzycznym dla magazynu „Frontier”.
W 2006 wydał swój pierwszy singiel „Deeper Into You”, dostępny w iTunes Apple Inc..
Występował w serialu LGBT stacji here! The Lair (2007-2008) jako Tim, ogrodnik i asystent botanika.
Obok aktorów porno takich jak François Sagat, Damien Crosse czy Francesco D’Macho, wziął udział w kampanii dotyczącej bezpiecznego seksu i walki z AIDS.
W niezależnym filmie Tiger Orange (2014) zagrał postać Todda. Jest to historia dwóch braci gejów, którzy po śmierci ojca pogłębiają relacje. Po premierze „The Hollywood Reporter” napisał: Nie ma wątpliwości, że Frankie Valenti jako młody adept sztuki aktorskiej wychodzi z tej konfrontacji bez szwanku. Energiczny i charyzmatyczny, bez wysiłku uosabia ducha buntu.
W dramacie Run (2018), do którego napisał także scenariusz, wystąpił jako mechanik Nick Paxton u boku Marlee Matlin i Alana Cumminga.

## Nagrody i nominacje
| Rok  | Nagroda               | Kategoria                                                                    | Film                                                 | Inni wykonawcy | Rezultat  |
| ---- | --------------------- | ---------------------------------------------------------------------------- | ---------------------------------------------------- | --- | --------- |
| 2004 | Grabby Award          | Najlepsza scena seksu triolizmu                                              | What Men Do (2003)                                   | Gus Mattox i Gage Matthews | Nominacja |
| 2004 | Grabby Award          | Najlepszy nowy przybysz                                                      | -                                                    | - | Nominacja |
| 2004 | Grabby Award          | Najlepsza scena seksu grupowego                                              | Detention (2003)                                     | Matt Summers, Logan Reed, Chad Hunt, Matt Majors, Andy Hunter i Mike Johnson                                                        | Wygrana   |
| 2004 | GayVN Award           | Najlepsza scena seksu grupowego                                              | Detention (2003)                                     | Matt Summers, Logan Reed, Chad Hunt, Matt Majors, Andy Hunter i Mike Johnson                                                        | Wygrana   |
| 2005 | GayVN Award           | Najlepsza scena seksu grupowego                                              | Bolt (2004)                                          | Rod Barry, Theo Blake, Alex LeMonde, Kyle Lewis, Dillon Press, Troy Punk, Shane Rollins, Rob Romoni, Anthony Shaw i Sebastian Tauza | Wygrana   |
| 2005 | Grabby Award          | Najlepsza scena seksu grupowego                                              | Bolt (2004)                                          | Rod Barry, Theo Blake, Alex LeMonde, Kyle Lewis, Dillon Press, Troy Punk, Shane Rollins, Rob Romoni, Anthony Shaw i Sebastian Tauza | Wygrana   |
| 2005 | Grabby Award          | Najlepszy scena seksu duetu                                                  | Bolt (2004)                                          | Zak Spears | Wygrana   |
| 2005 | Grabby Award          | Najlepszy wykonawca                                                          | -                                                    | - | Nominacja |
| 2006 | GayVN Award           | Najlepsza scena seksu w duecie                                               | Wrong Side of the Tracks: Part One (2005)            | Tyler Riggz | Wygrana   |
| 2006 | GayVN Award           | Najlepszy wykonawca solo                                                     | Wrong Side of the Tracks: Part One (2005)            | - | Nominacja |
| 2006 | GayVN Award           | Najlepszy aktor                                                              | Wrong Side of the Tracks: Part One & Part Two (2005) | - | Nominacja |
| 2006 | Grabby Award          | Najlepszy aktor                                                              | Wrong Side of the Tracks: Part One & Part Two (2005) | - | Nominacja |
| 2006 | Grabby Award          | Najlepsza scena seksu duetu                                                  | Wrong Side of the Tracks: Part One (2005)            | Tyler Riggz | Nominacja |
| 2006 | Grabby Award          | Najlepszy wykonawca solo                                                     | Wrong Side of the Tracks: Part One (2005)            | - | Nominacja |
| 2006 | Grabby Award          | Najlepszy wykonawca                                                          | Wrong Side of the Tracks: Part One (2005)            | Marcus Iron i Tommy Ritter | Wygrana   |
| 2006 | Grabby Award          | Najlepszy wykonawca                                                          | -                                                    | - | Wygrana   |
| 2007 | Grabby Award          | Najlepszy wykonawca wirtualny                                                | -                                                    | - | Nominacja |
| 2007 | Grabby Award          | Najlepsza scena seksu w duecie                                               | Delinquents (2006)                                   | Benjamin Bradley | Nominacja |
| 2007 | Grabby Award          | Najlepszy aktor drugoplanowy                                                 | Delinquents (2006)                                   | - | Nominacja |
| 2007 | Grabby Award          | Najlepszy penis                                                              | -                                                    | - | Nominacja |
| 2008 | GayVN Award           | Najlepsza scena seksu grupowego                                              | Link: The Evolution (2007)                           | Steve Cruz, Joe Strong, Matt Majors i Brendan Davies                                                                                | Wygrana   |
| 2008 | Grabby Award          | Najlepsza scena seksu grupowego                                              | Link: The Evolution (2007)                           | Steve Cruz, Joe Strong, Matt Majors i Brendan Davies                                                                                | Wygrana   |
| 2008 | Grabby Award          | Najlepsza scena seksu grupowego                                              | Restless Youths (2007)                               | Blake Riley | Wygrana   |
| 2008 | Grabby Award          | Najlepszy scena seksu anilingus                                              | Restless Youths (2007)                               | Blake Riley | Wygrana   |
| 2008 | Grabby Award          | Najlepszy duet                                                               | Restless Youths (2007)                               | Blake Riley | Nominacja |
| 2008 | Grabby Award          | Najlepszy wykonawca wirtualny                                                | -                                                    | - | Nominacja |
| 2009 | Grabby Award          | Najlepszy aktor drugoplanowy                                                 | Shifting Gears: A Bisexual Transmission (2008)       | - | Nominacja |
| 2009 | XBIZ Award            | Wykonawca roku GLBT                                                          | -                                                    | - | Nominacja |
| 2009 | Cybersocket Web Award | Wykonawca Rascal Video                                                       | -                                                    | - | Wygrana   |
| 2010 | XBIZ Award            | Gejowski wykonawca roku                                                      | -                                                    | - | Nominacja |
| 2010 | TLA Gay Award         | Ulubione akcesoria / Seksowna zabawka Wibrator i kulki (Rascal Toys / Topco) | –                                                    | – | Wygrana   |
| 2012 | Grabby Award          | Najlepsza grupa                                                              | Cock Tales-Raising The Bar Part 2 (2011)             | Steven Diagle, Brenn Wyson, Bobby Clark i Conner Habib                                                                              | Nominacja |
| 2014 | Prowler Porn Awards   | Najlepsza brytyjska scena                                                    | Dark Dreams (2013)                                   | Paddy O’Brian i Issac Jones | Wygrana   |
| 2015 | Grabby Award          | Najlepszy duet                                                               | Sucked off in Weird Places (2014)                    | Jason Phoenix | Nominacja |
| 2021 | GayVN Award           | Najlepsza scena seksu w duecie                                               | A Murdered Heart (2020)                              | Jessy Ares | Nominacja |

## Dyskografia

### albumy
- 2010: Gay Happening Presents: The Real High Energy Traxx[40]

### single
- 2006: „Deeper Into You”[41]
- 2008: „Deeper Into You” (Solar City Mix)[41]